# الفهود الذين ركضوا معي
الفهود الذين ركضوا معي (الفارسية: یوزپلنگانی که با من دویده‌اند) هي مجموعة قصص قصيرة باللغة الفارسية كتبها الكاتب الإيراني بيجان نجدي [الإنجليزية]
. نُشرت في إيران عام 1997.